# Ítalo Ferreira
Ítalo Ferreira   (Baía Formosa, 6 de maig de 1994) és un surfista professional brasiler. L'any 2019, esdevingué vencedor del Circuit Mundial de surf. El 27 de juliol de 2021 va passar a la història com el primer campió olímpic de surf, esport que debutava en els Jocs Olímpics d'Estiu de 2020 organitzats a Tòquio.

## Biografia
Ítalo Ferreira va néixer a Baía Formosa, una petita localitat de 8.000 habitants a l'estat de Rio Grande do Norte, on es practiquen diversos esports aquàtics amb fons rocós. L'alçada de les ones a la regió acostuma a mesurar entre 2 i 6 peus (entre 0,5 i 1,8 metres).
Ferreira fou descobert amb 12 anys per Luiz “Pinga” Campos, qui va convertir-se en el seu entrenador. Es caracteritza per practicar un surf aeri, a l'estil dels seus compatriotes Filipe Toledo, Gabriel Medina i Jadson André.

### 2015: Debut

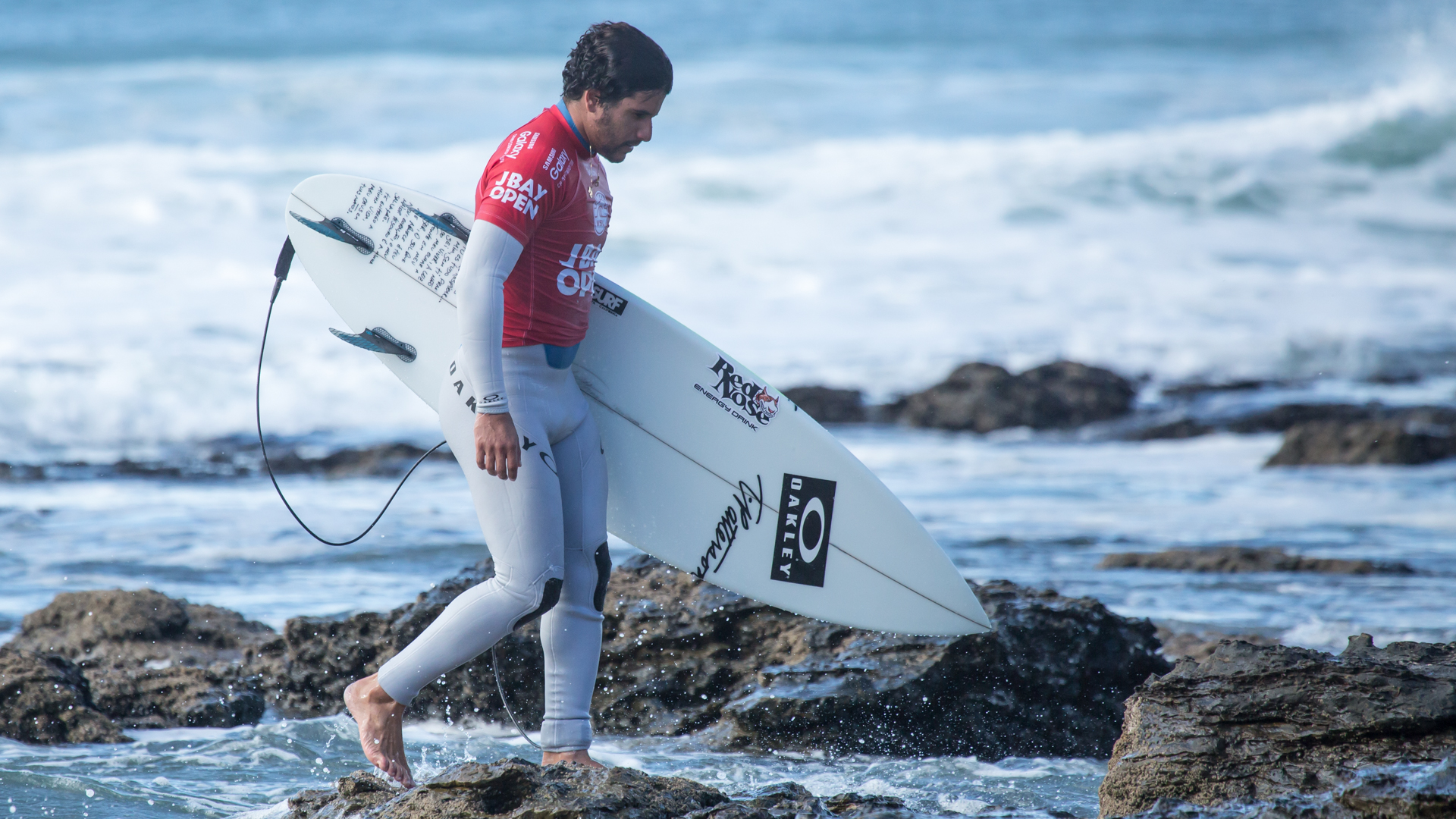
Ferreira en 2015.

Relativament desconegut pel gran públic, el 2015 Ferreira debutà a les World Qualifying Series, on va classificar-se pel circuit de la categoria elit en acabar setè del rànquing general. Accedeix així per primera vegada al Championship Tour a l'edat de 20 anys.
Causa sensació en el transcurs de la seva primera temporada, gràcies al seu surf poderós i aeri, sentint-se còmode sobre les petites ones de Rio de Janeiro (on termina tercer) i també en les grans ones tubulars de Tavarua o Teahupoo (en les quals va arribar als quarts de final). Ràpidament guanya renom i és el gran favorit en la cursa per obtenir el títol de Rookie of the year, que recompensa el millor debutant al circuit d'elit.
Al penúltim torneig del circuit, organitzat a Peniche, Portugal, assoleix la seva primera final com a professional del Championship Tour. Malgrat ser derrotat pel paulista Filipe Toledo, el seu exercici sorprèn amb una maniobra aèria valorada amb un 9,93. Després de l'última competició de l'any, a Oahu (Hawaii), termina la temporada amb una meritòria setena plaça i el títol de Rookie of the year.

### 2016 i 2017: Aprenentatge
Ferreira va començar la temporada 2016 amb la intenció de refermar totes les coses bones que s'havien dit d'ell l'any anterior. Tot i que va començar fort en el circuit, amb dos podis en les tres primeres proves, a partir de llavors no va quallar cap gran actuació i en la resta de les competicions no va arribar a classificar-se pels quarts de finals.
En la que havia de ser la temporada de ressorgiment, la de 2017, va tenir un sabor agre pel surfista potiguar. Una lesió va impedir-li disputar tres proves del circuit i, en tot l'any, només en dues ocasions va aconseguir arribar als quarts de final.

### 2018: Primers triomfs

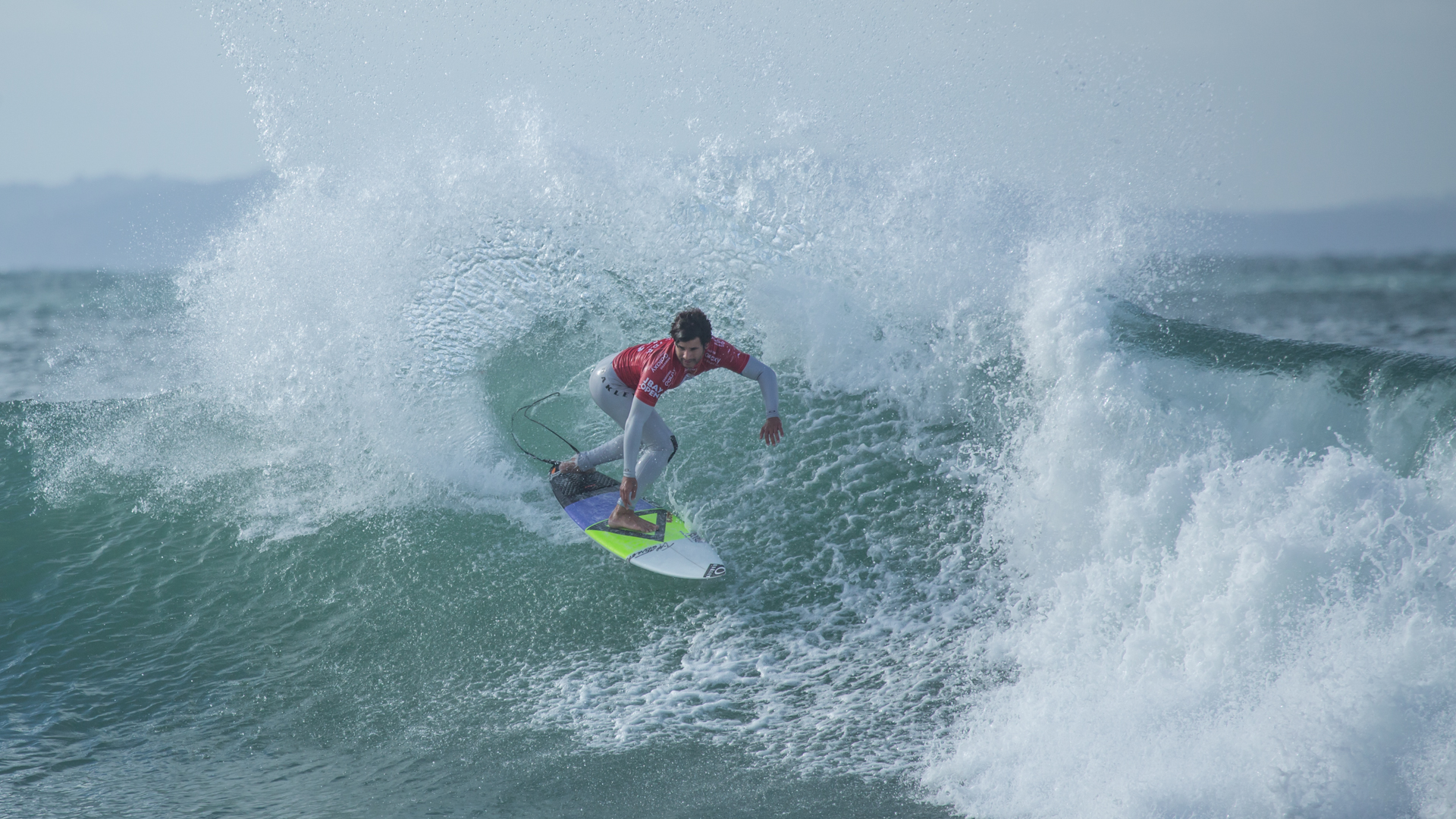
Ferreira competint.

La temporada de 2018 va ser, finalment, la de la consagració d'ïtalo com un dels noms a tenir en compte en el panorama del surf. Va finalitzar la temporada en quarta posició, havent guanyat tres de les competicions del circuit: Bells Beach, Bali i Peniche.

### 2019: Títol mundial
La temporada de 2019, Ítalo i el seu compatriota Gabriel Medina van arribar a l'última competició, a Oahu, amb possibilitats per endur-se el campionat. Tots dos van classificar-se per a la gran final del torneig, que seria decisiva també per la classificació general de la temporada. Ferreira es va imposar per 15.56 a 12.94 i va obtenir els punts necessaris per guanyar el seu primer títol del WSL Men's Championship Tour. Va ser el tercer brasiler de la història en guanyar aquest títol, després de Gabriel Medina i Adriano de Souza.
Aquest any va participar en un cameo en l'estrena de la segona temporada de la sèrie de Disney Channel Juacas, ambientanda en el món del surf. Va aparèixer interpretant-se a si mateix amb el protagonista André Lamoglia.

### 2021: Or olímpic
Els Jocs Olímpics d'estiu de Tòquio, disputats l'any 2021, van significar el debut del surf com a esport olímpic. En el torneig masculí, celebrat entre el 25 i el 27 de juliol, Ferreira va guanyar la medalla d'or en vèncer al japonès Kanoa Igarashi en la final, tot i haver trencat la seva planxa en la primera onada i haver de reiniciar la prova.
- Ronda preliminar: venç el seu grup a Hiroto Ohhara , Leonardo Fioravanti  i Leandro Usuna
- Vuitens de final: venç 14.54 a 9.67 a Billy Stairmand
- Quarts de final: venç 16.30 a 11.90 a Hiroto Ohhara
- Semifinal: venç 13.17 a 12.47 a Owen Wright
- Final: venç 15.14 a 6.60 a Kanoa Igarashi

Imatges dels Jocs de Tòquio 2020
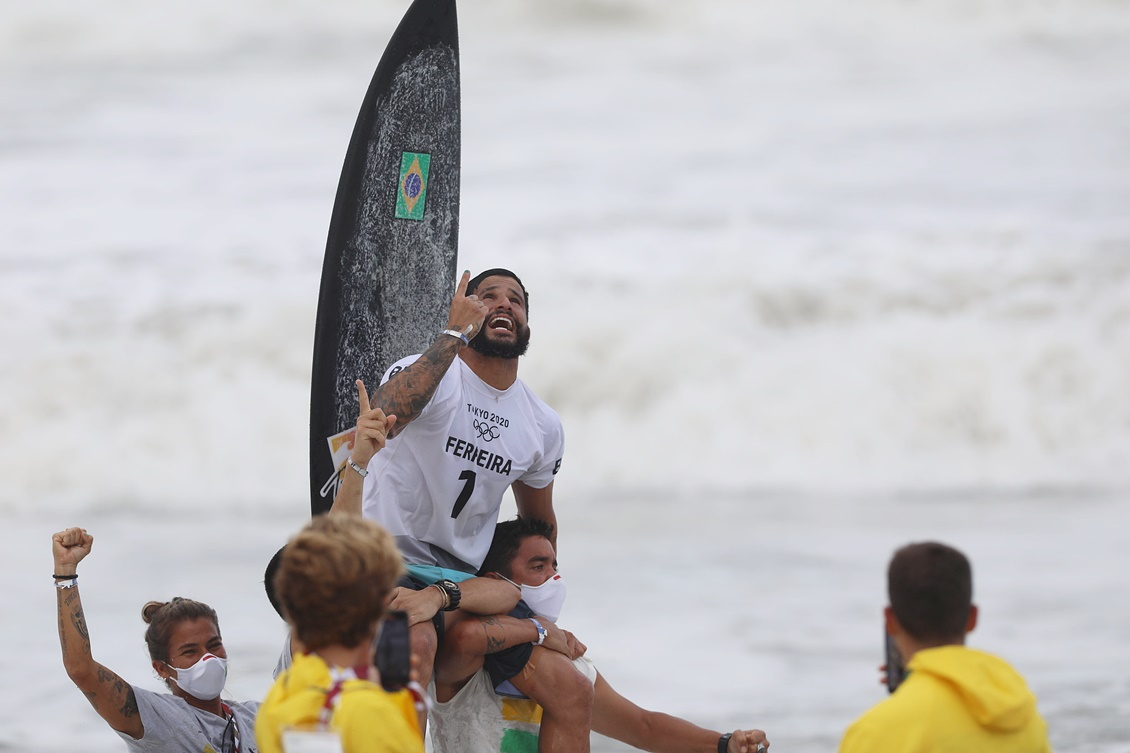
Celebració després del triomf
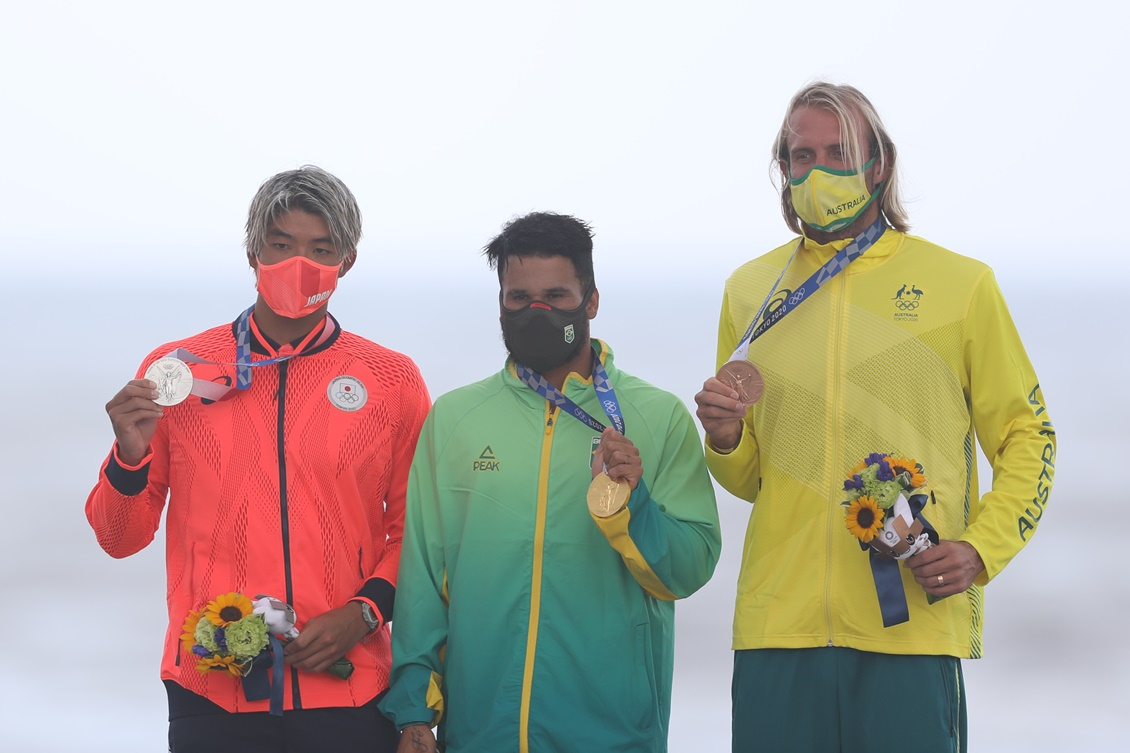
El podi olímpic
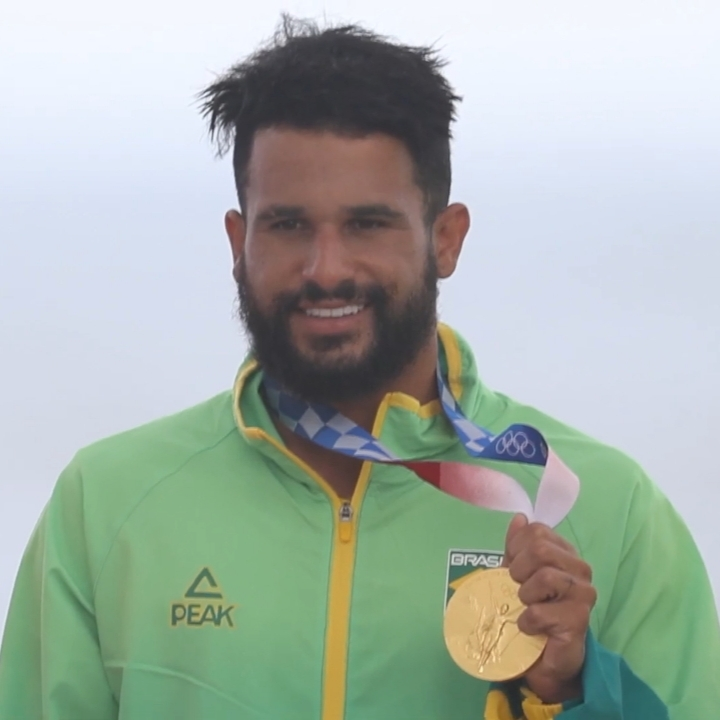
Amb la medalla d'or

En la temporada de la WSL de 2021, Ferreira va obtenir tres podis (una victòria) durant la temporada. La competició va estrenar un nou format, celebrant una gran final amb els cinc primers classificats de la temporada, per decidir-ne el campió. Tot i que arribava a les finals com a segon de la general, va ser derrotat en la penúltima ronda, finalitzant així la temporada en la tercera posició.

### 2022 i 2023: París, destí frustrat
En la temporada de 2022 va ser força regular: va obtenir tres podis i va arribar a les finals com el 4t classificat de la general, però no va aconseguir cap victòria. A les finals de Lower Trestles va treure el seu millor surf, eliminant la resta de competidors fins a classificar-se per a la darrera ronda. Allà, però, va ser derrotat 2-0 pel compatriota Filipe Toledo.
Poc després es va saber que el surfista havia competit amb una lesió en el peu esquerre. La temporada de 2023 va començar força discreta -probablement amb arrossegant molèsties de la lesió del setembre- i sense poder acabar entre els vuit primers en cap de les 5 primeres etapes. En la següent, a Califòrnia, Ferreira va trepitjar el podi per primer cop, obtenint la 2a posició. A mitjan juliol, a Sud-àfrica, mentre disputava la penúltima competició de l'any i apurava les poques opcions que li quedaven per classificar-se per a les finals, el de Baía Formosa va caure i es va lesionar el lligament col·lateral medial de la cama dreta. Això va impedir-li concloure la temporada, perdent-se la final i l'opció d'aconseguir el bitllet per a París 2024.

### 2024: Recuperació
La temporada de 2024 va veure una versió renovada de Ferreira. El destí va voler que el seu retrobament amb les victòries al campionat —el primer triomf en 3 anys— fos el mes de maig a les platges de Teahupoʻo, on pocs mesos després se celebraria la competició de surf als Jocs Olímpics d'Estiu de 2024 i que ell hauria de veure per televisió. No content amb la victòria a la Polinèsia Francesa, també va endur-se el torneig de Rio de Janeiro i va ser quart-finalista a Sunset Beach, Hawaii. Va finalitzar la temporada regular en 5a posició, la darrera que donava el passi a disputar les WSL Finals. A Califòrnia va fer un torneig gairebé perfecte i es va plantar a la final, on va ser superat 2-0 (15,50 - 15,33 i 18,13 - 16,30) John John Florence, tercer campionat pel hawaiià.

## Palmarès
| - 2011 (Categoria Junior) - Quiksilver Pro Junior, Rio de Janeiro (Brasil) - Mormaii Pro Junior, Garopaba (Brasil) - 2014 - Los Cabos Open of Surf, San José del Cabo (Mèxic) - O'Neill SP Prima, Maresias (Brasil) - Campionat Brasiler de surf. - 2015 - Oi Rio Pro, Rio de Janeiro (Brasil) - Moche Rip Curl Pro Portugal, Peniche (Portugal) - Rookie of the Year del WSL Men's Championship Tour. - 2016 - Rip Curl Pro Bells Beach, Bells Beach (Austràlia) - Margaret River Pro, Margaret River (Austràlia) - 2018 - Rip Curl Pro Bells Beach, Bells Beach (Austràlia) - Corona Bali Protected, Bali (Indonèsia) - MEO Rip Curl Pro Portugal, Peniche (Portugal) | - 2019 - Quiksilver Pro Gold Coast, Gold Coast (Austràlia) - Corona J-Bay Open, Jeffrey's Bay (Sud-àfrica) - Quiksilver Pro France, Òssagòr (França) - MEO Rip Curl Pro Portugal, Peniche (Portugal) - Billabong Pipe Masters, Oahu (Hawaii) - Guanyador del WSL Men's Championship Tour. - 2021 - Jocs Olímpics d'Estiu de 2020, Tòquio (Japó) - Billabong Pipe Masters, Oahu (Hawaii) - Rip Curl Newcastle Cup, Newcastle (Austràlia) - Rip Curl Rottnest Search, Rottnest Island (Austràlia) - 3r classificat de les WSL Finals, Lower Trestlers (EUA) - 2022 - MEO Pro Portugal, Peniche (Portugal) - Surf City El Salvador Pro, Punta Roca (El Salvador) - Oi Rio Pro, Rio de Janeiro (Brasil) - 2n classificat de les WSL Finals, Lower Trestlers (EUA) - 2023 - Surf Ranch Pro, Lemoore (Estats Units d'Amèrica) - 2024 - Tahiti Pro, Teahupoʻo (Tahití) - Rio Pro, Rio de Janeiro (Brasil) - 2n classificat de les WSL Finals, San Clemente (EUA) |

## Homenatges
- L'edició brasilera de la revista GQ va triar-lo Home de l'Any de 2021 en l'àmbit esportiu.[28]
- La seva ciutat natal, Baia Formosa, va dedicar-li el gener de 2022 una estàtua en un mirador turístic de la localitat.[29]
- El 2023 es van publicar unes tires de còmic narrant la vida del surfista.[30]